# The Sons of Eilaboun
The Sons of Eilaboun (Arabisch: أبناء عيلبون ) is een documentaire uit 2007, geregisseerd door de Palestijnse kunstenaar en filmmaker Hisham Zreiq (Zrake). Deze documentaire vertelt het verhaal van de Nakba in het dorp Eilaboun en het bloedbad in Eilabun, welke was uitgevoerd door het Israëlische leger tijdens Operation Hiram in oktober 1948. Hierbij kwamen veertien mannen om het leven, waarvan er twaalf werden geëxecuteerd.
De film vertelt het verhaal van de familie van de filmmaker, waarbij de nadruk op zijn vaders verhaal ligt. Hisham Zreiq werd voor zijn film geëerd door de burgemeester van Nazareth, Ramiz Jaraisy, en de Arabisch-Israëlische politica en Knesset-lid uit Eilaboun, Dr. Hana Sweid. Jaraisy beschreef de film als belangrijk werk, dat het Palestijnse verhaal in contrast met de dominante Israëlisch versie vertelt.

## Synopsis
De film begint met Melia Zreiq, een oude bewoonster van Eilaboun die het volgende zegt: "Ik hoop dat God vrede zal brengen in dit land en de mensen gezamenlijk een goed leven laat hebben. Ik hoop dat er vrede zal zijn". Historicus Ilan Pappé vertelt over Plan Dalet, een plan dat David Ben-Gurion en de Haganah-leiders in Palestina hadden uiteengezet vanaf de herfst in 1947 tot aan de lente in 1948. Pappé bespreekt de details van het plan en hoe het stapsgewijs werd uitgevoerd. Op 30 oktober 1948 viel het Israëlische leger Eilaboun binnen rond ongeveer vijf uur in de ochtend. Vervolgens dwong het leger de dorpelingen te verzamelen op het centrale plein in het dorp. Ze kozen zeventien jonge mannen uit. Vijf van hen werden meegenomen als menselijke schild en de rest van de twaalf werden gedood, elk op een andere plek. Dit alles gebeurde na de verdrijving van de rest van het dorp naar Libanon.

## Prijzen en festivals
De film won de Al-Awda Award in Palestina (2008) en werd op verscheidene internationale festivals en evenementen vertoond, zoals:
- Sixth Annual International Al-Awda Convention 2008, California, Verenigde Staten[4]
- Boston Palestine Film Festival 2008, Verenigde Staten[5]
- International İzmir Short Film Festival 2008, Izmir, Turkije[6]
- Amal The International Euro-Arab film Festival 2008, Spanje[7]
- Carthage Film Festival  2008 (Palestine: To remember section), Carthago, Tunesië[8]
- Regards Palestiniens, Montreal, Canada[9]
- Chicago Palestine Film Festival, Chicago, USA[10]
- 13th Annual Arab Film Festival, Los Angeles, USA[11]
- Sixth Twin Cities Arab Film Festival, Minnesota, USA[12]
- Palestine Film Festival in Madrid, 2010, Spanje[13]
- Al Ard Doc Film Festival, 2011, Cagliari, Italië[14]